# Weißscheitel-Scherenschwanz
Der Weißscheitel-Scherenschwanz (Enicurus leschenaulti) ist eine Singvogelart aus der Familie der Fliegenschnäpper (Muscicapidae). Sein südostasiatisches Verbreitungsgebiet reicht vom östlichen Himalaya über Indochina bis zur Wallace-Linie. Er besiedelt schnell fließende Gewässer in dichten, schattigen Wäldern.

## Beschreibung
Der Weißscheitel-Scherenschwanz ist mit 25 bis 28 cm Körperlänge etwa drosselgroß. Er wiegt zwischen 27 und 38 g, nach manchen Angaben bis zu 53 g. Der Schwanz ist sehr lang und tief gegabelt, die Steuerfedern sind regelmäßig gestuft. Der Schnabel ist schwarz. Beine und Füße sind rosa. Ein Sexualdimorphismus besteht nicht.
Bei adulten Vögeln der Nominatform ist die Stirn bis auf den Scheitel reichend weiß. Die schwarze Färbung der Oberseite reicht bis zur mittleren Brust, über den oberen Rücken und die Schulterfedern. Unterer Rücken, Bürzel und Unterseite sind weiß. Die Flügel sind bis auf eine weiße Binde schwarz. Die mittleren Steuerfedern sind schwarz mit weißen spitzen, die ein streifiges Muster bilden. Die beiden äußeren Steuerfedern sind weiß.
Vögel im Jugendkleid ähneln adulten Tieren, sind aber oberseits bräunlicher gefärbt und an der Kehle gelblich braun. Die Brust ist gestrichelt, der Bauch ist braun gewölkt und die Flanken sind braun.

## Verbreitung und Bestand
Das Verbreitungsgebiet des Weißscheitel-Scherenschwanzes liegt in der östlichen Orientalis. Es reicht vom östlichen Himalaya ostwärts über Myanmar und Indochina, im südlichen China (einschließlich Hainan) vom äußersten Osten Qinghais und dem westlichen Sichuan und Yunnan ostwärts bis an die Küste. Die Art kommt zudem im Süden der Malaiischen Halbinsel, auf Sumatra, Nias, den Batu-Inseln, Java, Bali und Borneo vor.
Der Weißscheitel-Scherenschwanz ist nicht bedroht und wird in vielen Teilen des Verbreitungsgebiets als verbreitet bis häufig beschrieben.

## Geografische Variation
Es werden sechs Unterarten anerkannt, von denen E. l. bornensis aufgrund von genetischen Untersuchungen mittlerweile oft als eigene Art ausgegliedert wird.
Die Art variiert in Körpergröße und Länge der (äußeren) Steuerfedern, der Ausdehnung der weißen Stirn und der Flügelbinde.
- E. l. indicus Hartert, 1909 – vom östlichen Himalaya ostwärts bis Myanmar, südliches China (Yunnan), westliches, nördliches und östliches Thailand und Indochina.
- E. l. sinensis Gould, 1866 – südliches und östliches China sowie Hainan
- E. l. frontalis Blyth, 1847 – mittlere und südliche Malaiische Halbinsel, Sumatra, Nias und Tiefland von Borneo.
- E. l. borneensis (Sharpe, 1889) – Hochland von Borneo.
- E. l. chaseni Meyer de Schauensee, 1940 – Batu-Inseln.
- E. l. leschenaulti (Vieillot, 1818) – Java und Bali.

## Wanderungen
Die Art ist meistens Standvogel, jedoch wandert sie lokal in der kalten Jahreszeit in tiefere Lagen ab. Nachweise aus Bangladesch stammen ausnahmslos aus dem Winter, so dass die Art offenbar im Bereich des nordöstlichen Indischen Subkontinents möglicherweise Teilzieher ist.

## Lebensraum
Der Weißscheitel-Scherenschwanz besiedelt schnellfließende, felsendurchsetzte Gewässer, die sich durch dichte und schattige immergrüne Wälder ziehen und in der Größe vom kleinen Rinnsal zum großen Strom reichen können. Manchmal ist die Art auch in dunklen Schluchten fast ohne Wasser zu finden und im südlichen China hat man sie sogar an Klärgruben und Entwässerungsgräben festgestellt.
Die Höhenverbreitung liegt meist unter 750 m, im Himalaya reicht sie aber von 300 m bis auf 1200 m hinauf.

## Ernährung
Die Nahrung besteht aus Insekten wie Käfern, Wasserläufern, Springschwänzen und Raupen. Der Weißscheitel-Scherenschwanz sucht seine Nahrung im Wasser und vom Ufer aus, auf Felsen und feuchten Bachbetten. Dass er dabei wie Wasseramseln untertaucht, kommt selten vor.

## Fortpflanzung
Die Brutzeit des Weißscheitel-Scherenschwanzes variiert je nach geografischer Lage. Sie reicht meist etwa von März oder April bis Juni, Juli oder August, auf Java jedoch von Oktober bis Mai. In China wurden teils Zweitbruten festgestellt.
Das Nest ist ein relativ großer, loser Napf aus Moos, Gräsern, Blättern und Rindenfasern, der mit Blattskeletten und Laubresten ausgekleidet wird. Es wird auf Felsbändern, zwischen großen Steinen, zwischen Baumwurzeln oder in Höhlungen unter Sträuchern errichtet. Der Nistplatz ist typischerweise recht feucht und befindet sich in Fließgewässernähe. In einem Fall wurde ein Nest hinter einem Wasserfall gefunden, zu dem die Vögel hindurchfliegen mussten. Das Gelege umfasst zwischen zwei und fünf Eiern, die auf gräulich weißem bis cremefarbenem oder blassrosa Grund fein rötlich braun bis violett gesprenkelt sind.